# Arthur Weber (Mediziner)

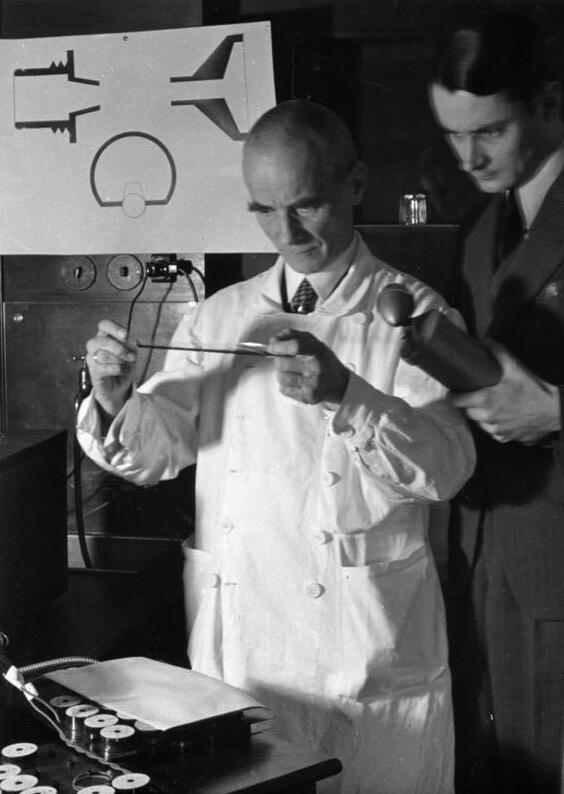
Arthur Weber, 1926

Arthur Ernst Weber (* 3. August 1879 in Fechenheim, seit 1928 Stadtteil von Frankfurt am Main; † 7. Juni 1975 in Eschwege) war ein deutscher Balneologe, Kardiologe sowie Hochschullehrer.

## Leben

### Familie und Ausbildung
Der evangelisch getaufte, gebürtige Fechenheimer Arthur Weber wandte sich nach dem Ablegen des Abiturs dem Studium der Medizin an der Philipps-Universität Marburg, der Universität Leipzig sowie der Ernst-Moritz-Arndt-Universität Greifswald zu, dort erfolgte 1904 seine Promotion zum Dr. med.
Arthur Weber heiratete im Jahre 1912 Amy geborene Boserup. Weber verstarb im Juni 1975 zwei Monate vor Vollendung seines 96. Lebensjahres im hessischen Eschwege.

### Beruflicher Werdegang
Arthur Weber erhielt unmittelbar nach seiner Promotion eine Stelle als Wissenschaftlicher Assistent an der Augenklinik in Greifswald. Nach darauffolgenden Assistenzjahren am Physiologischen Institut der Ruprecht-Karls-Universität Heidelberg, am Pathologischen Institut der Christian-Albrechts-Universität zu Kiel sowie am Hygienischen Institut der Universität Graz kehrte er nach Greifswald zurück, dort fand er Verwendung an der Medizinischen Universitäts-Klinik. Im Wintersemester 1905/06 wechselte Arthur Weber zur Medizinischen Universitäts-Klinik der Justus-Liebig-Universität Gießen, dort habilitierte er sich 1909 als Privatdozent für das Fach Innere Medizin, 1914 wurde er zum außerordentlichen Professor, 1930 zum planmäßigen außerordentlichen Professor für Balneologie, 1941 zum ordentlichen Professor befördert. Weber wurde 1953 emeritiert. Zusätzlich hielt er in den Jahren 1914 bis 1955 die Leitung des Balneologisches Instituts in Bad Nauheim inne. Ferner war er dort von 1926 bis 1944 als Chefarzt bedeutender Kuranstalten eingesetzt. 1944 publizierte er grundlegende Arbeiten über die Herzschallregistrierung.

### Wirken und Würdigungen
Arthur Weber war einer der Initiatoren der Gesellschaft für Kreislaufforschung, der späteren Deutschen Gesellschaft für Kardiologie. 1924 hatte er die „Nauheimer Fortbildungskurse“ gegründet. Auf dem Fortbildungskurs im Jahr 1927 erfolgte am 3. Juni, in Absprache mit Bruno Kisch, unter Zustimmung der Teilnehmer die Gründung der neuen Gesellschaft für Kreislaufforschung. 

Weber, Mitbegründer und vehementer Verfechter der Entwicklung und regelmäßigen Anwendung diagnostischer Verfahren, beispielsweise der Phonokardiographie, der Venenpulsregistrierung und insbesondere der Elektrokardiographie, wurde in Anerkennung seiner grundlegenden Verdienste auf seinen Fachgebieten mehrfach ausgezeichnet, darunter mit der Ehrenbürgerschaft der Stadt Bad Nauheim, den medizinischen Ehrendoktoraten der Justus-Liebig-Universität Gießen sowie der Albert-Ludwigs-Universität Freiburg, den Ehrenmitgliedschaften der Deutschen Akademie der Naturforscher Leopoldina, der Finnischen Ärztegesellschaft Duodecim, der Medizinischen Gesellschaft Giessen e.V., der Deutschen Gesellschaft für Kreislaufforschung, der Deutschen Gesellschaft für Innere Medizin sowie des Deutschen Bäderverbandes e.V., 1951 der Carl-Ludwig Medaille der Deutschen Gesellschaft für Kreislaufforschung, 1954 dem Großen Bundesverdienstkreuz sowie 1959 der Goethe-Plakette des Landes Hessen.

### Arthur-Weber-Preis
Im Jahr 1958 errichtete Arthur Weber mit seiner Ehefrau eine Stiftung Forschen, um zu helfen zur Erforschung und Bekämpfung von Herzkrankheiten. Der nach ihm benannte Arthur-Weber-Preis wird auf Vorschlag durch ein Kuratorium von der Deutschen Gesellschaft für Kardiologie für besondere Leistungen in diesem Fachbereich verliehen. Die mit 8000 Euro dotierte Auszeichnung wurde seit 1959 bisher 61-mal vergeben, im Jahr 2020 an Maria Grandoch (Düsseldorf).

## Publikationen
- Die Elektrokardiographie und andere graphische Methoden in der Kreislaufdiagnostik, 3. Auflage, J. Springer, Berlin, 1937
- Über die praktische Bedeutung des Ekg, Die medizinische Welt w. Mannstaedt, Berlin, 1939
- Atlas der Phonokardiographie : Optische und magnetische Niederschrift des Herzschalls, zugleich 2. Auflage der "Herzschallregistrierung", D. Steinkopff, Darmstadt, 1956
- Probleme der Coronar-Sklerose, Werk-Verlag Banaschewski, Gräfelfing (München), 1974